# Il minuto secondo
Il minuto secondo è il secondo album di Fabio Cinti pubblicato nel 2012

## Il disco
Durante i suoi viaggi fisici e non, Fabio Cinti appunta in un taccuino frasi, osservazioni, "segnali", senza un particolare senso, ma che riunite e messe in relazione formano una sorta di "racconto temporale". 
Il tempo ne scandisce i movimenti, rileggendone tutta la malinconia delle scelte sbagliate, le passioni primaverili, giovani e inespresse, o gli amori filtrati da paure e dall'età. IL MINUTO SECONDO è questo “racconto temporale”. Un percorso che Fabio concepisce ed elabora in solitaria dalla fine dell'autunno 2011 alla primavera 2012, pur tra mille difficoltà. 
Un concept album formato da due parti distinte e complementari, Vigilia e Memorabilia, costituiti rispettivamente da sette brani inediti e sette rivisitazioni

## Tracce
Le tracce sono 14:
1. Questo strano abisso – 4:04
2. Mayday – 4:22
3. Loop – 3:07
4. Avevi freddo – 3:24
5. Canto alla durata – 3:53
6. L'antidoto – 3:11
7. I don't Love You – 6:01
8. Sonnet 18 – 2:56
9. Silent Worship – 1:59
10. When I Am Laid in Earth – 3:27
11. Eine kleinefruhlingsweise – 3:14
12. Frivolous Tonight – 3:06
13. Lascia ch'io pianga – 4:15
14. Until – 3:33